# Зафер Бірйол
Зафер Бірйол (тур. Zafer Biryol, нар. 2 жовтня 1976, Ризе) — турецький футболіст, що грав на позиції нападника.
Виступав, зокрема, за клуб «Фенербахче», а також національну збірну Туреччини.

## Клубна кар'єра
У дорослому футболі дебютував 1996 року виступами за команду «Мерсін Ідманюрду», в якій провів один сезон, взявши участь у 34 матчах чемпіонату. 
Згодом з 1997 по 2005 рік грав у складі команд «Едімспор», «Єні Саліліспор», «Шекерспор», «Гезтепе» та «Коньяспор».
Своєю грою за останню команду привернув увагу представників тренерського штабу клубу «Фенербахче», до складу якого приєднався 2005 року. Відіграв за стамбульську команду наступний сезон своєї ігрової кар'єри.
Протягом 2006—2010 років захищав кольори клубів «Бурсаспор», «Чайкур Різеспор», «Мерсін Ідманюрду» та «Алтай».
Завершив ігрову кар'єру у команді «Конья Шекерспор», за яку виступав протягом 2010—2011 років.

## Виступи за збірну
2004 року дебютував в офіційних матчах у складі національної збірної Туреччини. Протягом кар'єри у національній команді, яка тривала 1 рік, провів у її формі 5 матчів, забивши 1 гол.

## Титули і досягнення
- Кращий бомбардир турніру:

- Друга ліга Туреччини (група 4) 2000-2001: 15 м'ячів
- Суперліга - 2003—2004: 25 м'ячів